# Notre-Dame-d'Oé

Notre-Dame-d'Oé este o comună în departamentul Indre-et-Loire, Franța. În 1 ianuarie 2022 avea o populație de 4.358 de locuitori.